# Copablepharon absidum
Copablepharon absidum (tên tiếng Anh: Columbia Dune Moth) là một loài bướm đêm thuộc họ Noctuidae. Nó được tìm thấy ở British Columbia, phía nam through Colorado to California.